# Onder-de-zestiger

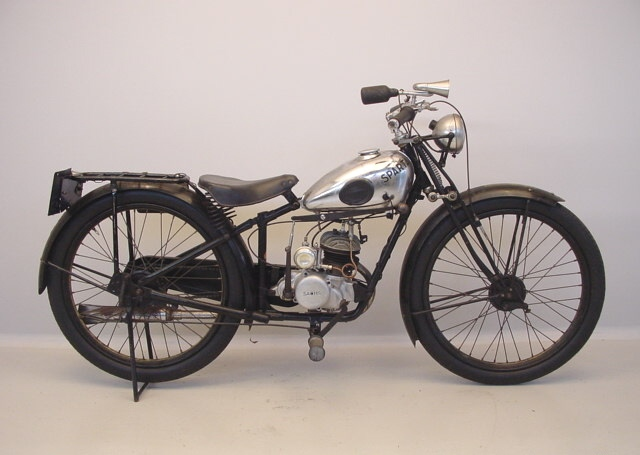
Sparta-Sachs 98 cc uit 1937

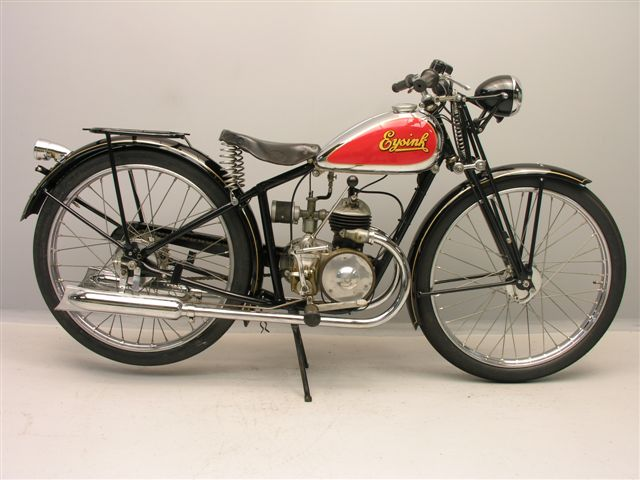
Eysink Jubileum uit 1939

Onder-de-zestiger is een motorfietsclassificatie voor motorfietsen onder de 60 kilogram.
Personele belasting was al sinds 1826 van toepassing op "huurwaarde, deuren en vensters, meubilair, dienstboden en paarden", maar vanaf 16 april 1896 ook op gemotoriseerde voertuigen. Men kan gerust stellen dat Minister van Financiën Sprenger van Eyk een vooruitziende blik had, want de auto- en motorfietsindustrie stond toen nog in de kinderschoenen. Deze personele belasting was een extra toeslag van 6 tot 14 gulden + een opslag afhankelijk van de huishuur. In de jaren dertig betaalde een kamerbewoner in Amsterdam bijvoorbeeld 60 gulden per jaar. 
Vanaf 1927 werd in Nederland op motorfietsen dubbele belasting geheven: Wegenbelasting én personele belasting. 
In 1935 werden motorfietsen onder de zestig kilo vrijgesteld van personele belasting. Er werd nog slechts 10 gulden wegenbelasting betaald. Dat maakte de lichte motorfiets zo populair, dat er in 1938 25.000 van rondreden (40 % van het totale motorenpark!). Daarmee beoogde men twee doelstellingen: het mobiel maken van de Nederlandse bevolking, nadat de werkloosheid enorm was gestegen door de Beurskrach van 1929, én het stimuleren van de Nederlandse economie, doordat merken als Sparta, Simplex, Eysink, Gazelle, Cyrus en Batavus konden profiteren van de regeling. De meest populaire "onder de zestiger" was echter de DKW RT 98. Bovendien gebruikten de meeste Nederlandse merken (met uitzondering van BMI) buitenlandse inbouwmotoren van ILO, Sachs en Villiers. Omdat het omkeerspoelingpatent van ingenieur Adolf Schnürle in handen was van DKW, moesten deze merken zich nog lang  behelpen met de slechter presterende kamzuigermotoren. 
Tijdens de Tweede Wereldoorlog schafte de Duitse bezetter de onder-de-zestig regeling af, en verving deze door een cilinderinhoud van maximaal 125cc. Dat had alles te maken met de Duitse export, die inmiddels veel meer 125cc-modellen omvatte, met opnieuw als belangrijkste motorfietsje de DKW RT 125. Deze klasse werd echter geen succes, omdat na korte tijd ook de personele belasting werd afgeschaft.

## Trivia
- De Duitse overheid ontdekte eind jaren dertig dat de Nederlandse import van DKW- en BMW-motorfietsen in handen was van de Joodse firma Stokvis en men besloot de samenwerking onmiddellijk te stoppen. De firma Hart Nibbrig & Greeve (HNG) nam deze import eind 1938 over. En dat terwijl Stokvis-directeur Eriksson ervoor gezorgd had dat de RT 98 in productie bleef toen deze het slachtoffer dreigde te worden van het Schell-plan. De RT 98 was een Onder-de-zestiger, en daarmee in Nederland geweldig populair. Eriksson ging naar Engeland en kreeg Royal Enfield zover een "kopie" van de DKW RT 98 te gaan produceren. Dit werd de Royal Baby. De machine werd echter kortweg "RB" genoemd en had ook een RB-logo op de tank. Daarmee was de gelijkenis met "RT" gewaarborgd. De RB had echter een 125cc-motor.
- De wegenbelasting werd alleen betaald als men reed, en kon dus in de wintermaanden stopgezet worden. De personele belasting tikte echter door, tenzij men aan het einde van het seizoen een ambtenaar liet komen om de auto of motorfiets te verzegelen. Bijna niemand had echter een winterstalling. Daarom kozen veel mensen ervoor hun motorfiets gedurende de winter te "belenen" bij de Lommerd. Op het pandbewijs kreeg men vrijstelling van de personele belasting. De motorfiets werd verwarmd opgeslagen tussen de meubels en andere roerende goederen.